# Скотт Тузинські
Скотт Тузинські  (англ. Scott Touzinsky, 22 квітня 1982) — американський волейболіст, олімпійський чемпіон.

## Виступи на Олімпіадах
| Олімпіада  | Дисципліна | Місце |
| ---------- | ---------- | ----- |
| Пекін 2008 | волейбол   | 1     |